# Hudson (Wisconsin)
Hudson es una ciudad ubicada en el condado de St. Croix en el estado estadounidense de Wisconsin. En el Censo de 2010 tenía una población de 12.719 habitantes y una densidad poblacional de 662,82 personas por km².

## Geografía
Hudson se encuentra ubicada en las coordenadas 44°58′8″N 92°43′41″O / 44.96889, -92.72806. Según la Oficina del Censo de los Estados Unidos, Hudson tiene una superficie total de 19.19 km², de la cual 16.91 km² corresponden a tierra firme y (11.88%) 2.28 km² es agua.

## Demografía
Según el censo de 2010, había 12.719 personas residiendo en Hudson. La densidad de población era de 662,82 hab./km². De los 12.719 habitantes, Hudson estaba compuesto por el 94.8% blancos, el 0.94% eran afroamericanos, el 0.34% eran amerindios, el 1.38% eran asiáticos, el 0.03% eran isleños del Pacífico, el 0.69% eran de otras razas y el 1.83% pertenecían a dos o más razas. Del total de la población el 2.73% eran hispanos o latinos de cualquier raza.